# There It Is (álbum de 911)
There It Is es el tercer álbum de estudio de la boy band 911. Publicado en Reino Unido a través de Virgin Records el 31 de enero de 1999, alcanzando la posición #8 en el UK Albums Chart y manteniéndose por cuatro semanas en la lista general. 
Tres sencillos, todos covers, fueron publicado del álbum: «More Than a Woman», «A Little Bit More» (el cual se convirtió en el único sencillo #1 en Reino Unido) y «Private Number», el cual contó con la colaboración de Natalie Jordan (o Fann Wong en los países de habla asiáticos).   

## Lista de canciones
| CD  |                                       |          |  |
| N.º | Título                                | Duración |  |
| 1.  | «More Than a Woman»                   | 03:14    |  |
| 2.  | «Don't Take Away the Music»           | 03:37    |  |
| 3.  | «A Little Bit More»                   | 03:01    |  |
| 4.  | «Never Gonna Give You Up»             | 03:35    |  |
| 5.  | «I Wanna Get Next to You»             | 03:45    |  |
| 6.  | «Can't Get by Without You»            | 03:18    |  |
| 7.  | «Rock Me Gently»                      | 03:35    |  |
| 8.  | «Private Number» (con Natalie Jordan) | 03:32    |  |
| 9.  | «There It Is»                         | 04:02    |  |
| 10. | «You're the Best Thing»               | 04:00    |  |
| 11. | «Boogie Nights»                       | 03:34    |  |

- Bonus tracks

| CD  |                       |          |  |
| N.º | Título                | Duración |  |
| 12. | «Celebration»         | 03:46    |  |
| 13. | «Forever in My Heart» | 04:02    |  |

## Posicionamiento
| Listas (1998)          | Posición |
| ---------------------- | -------- |
| European Albums Chart  | 43       |
| Malaysian Albums Chart | 8        |
| UK Albums Chart        | 8        |